# Joseph Caillaux
Joseph Marie Auguste Caillaux (Le Mans, 30 de marzo de 1863-Mamers, 21 de noviembre de 1944) fue un político francés de la Tercera República. Discípulo de Pierre Waldeck-Rousseau, comenzó su carrera política entre los republicanos moderados, antes de unirse al Partido Radical, del cual se convirtió rápidamente en una de sus figuras principales. Del 27 de junio de 1911 al 14 de enero de 1912, ocupó el cargo de ministro del Interior, para luego convertirse en primer ministro. Como líder de los radicales y desde el cargo de primer ministro, promovió una política de conciliación con Alemania que llevó al mantenimiento de la paz durante la Crisis de Agadir de 1911.
En 1914, renunció como ministro de Finanzas después de que su esposa Henriette asesinara a Gaston Calmette, el editor de Le Figaro, periódico que amenazó con publicar una carta explosiva políticamente que había sido escrita por Caillaux; sin embargo, fue exculpada y Caillaux se convirtió en líder del partido por la paz en la Asamblea durante la Primera Guerra Mundial. Esto llevó a su arresto y juicio por traición en 1918. Rehabilitado después de la guerra, Caillaux sirvió varias veces en los gobiernos de izquierda de los años veinte. Así, volvió a ocupar el cargo de ministro de Finanzas hasta en tres oportunidades: en 1925, 1926, 1935. Joseph Caillaux se encuentra enterrado en el cementerio del Père-Lachaise en París.

## Obras
- Les Impôts en France. Traité technique, París: Chevalier-Marescq, 1896-1904, 2 vol.
- Les Finances de la France, discurso pronunciado por Joseph Caillaux, ministro de finanzas. Extracto del proceso verbal de la sesión de la Cámara de Diputados del 9 de diciembre de 1901. París: Imprimerie de la bourse du commerce, 1901, 69 p.
- Guide à l'usage des cultivateurs de la Sarthe qui veulent distiller leurs produits. Le Mans: Imprimerie de l'Institut de bibliographie, 1904, 33 p.
- Les Réformes fiscales, discurso de Joseph Caillaux, pronunciado en la Cámara de Diputados en la sesión del 13 de diciembre de 1904. París: Imprimerie de L. Cadot, 1905, 39 p.
- L'Impôt sur le revenu, projet de loi de M. Caillaux, Reims: Action populaire, 1909, 32 p.
- L'Impôt sur le revenu, París: Berger-Levrault, 1910, VIII-539 p.
- L'Action réformatrice, 1911
- La Guerre, discurso pronunciado en Mamers el 14 de julio de 1916 sobre la tumba de los soldados muertos por la Patria. París: Imprimerie de la bourse du commerce, 1916, 8 p.
- La Guerre et la République, un discours de M. Joseph Caillaux, París: A. Vervoort, 1916, 7 p.
- Agadir: ma politique extérieure, 1919
- Devant l'histoire: mes prisons, París: Éditions de la Sirène, 1920, V-349 p.
- Où va la France, où va l'Europe?, París: Éditions de la Sirène, 1922, 295 p.
- Ma doctrine, París: Ernest Flammarion, 1926, 283 p.
- La France aux prises avec la crise mondiale, 1932
- D'Agadir à la grande pénitence, 1933
- Mes Mémoires, París: Plon, 1942, 1943 y 1947, 3 vol.

## Fuente principal
- Jean Jolly (dir.), Dictionnaire des parlementaires français, notices biographiques sur les ministres, sénateurs et députés français de 1889 à 1940, París: PUF, 1960, pp. 834-840.

### Sobre Joseph Caillaux
- Jean-Claude Allain:
  - Joseph Caillaux et la seconde crise marocaine. Lille: Tesis en la Universidad de Lille III, 1975, 3 vol.
  - Joseph Caillaux, Tome 1 : Le défi victorieux, 1863-1914, Tomo 2 : L’oracle, 1914-1944, París: Imprimerie nationale, 1981.
- Paul Binoux, Les pionniers de l'Europe: Joseph Caillaux, Aristide Briand, Robert Schuman, Konrad Adenauer, Jean Monnet, C. Klincksieck, 1972.
- Jean-Jacques Becker, « Le Procès Caillaux, une justice politique? », en: Marc Olivier Baruch, Vincent Duclert (dir.), Justice, politique et République: de l'affaire Dreyfus à la guerre d'Algérie. París: Complexe, 2002, pp. 211-220. ISBN 2-87027-926-4.
- Jean-Denis Bredin, Joseph Caillaux, París: Gallimard, 2001.
- Charles Maurice Chenu, Le procès de Madame Caillaux. París: Fayard, 1960.
- Roger de Fleurieu, Joseph Caillaux au cours d'un demi-siècle de notre histoire, R. Clavreuil, 1951.
- François Henrion, Joseph Caillaux: sa doctrine politique et financière, 1989.
- Théodore Lescouvé, Affaire Caillaux, réquisitoire de M. le procureur général Théodore Lescouvé. Audience des 14, 15 et 16 avril [1920], Paris, edición de la Revue des causes célèbres, politiques et criminelles, 1920, 52 p. (original preservado en los Archivos Nacionales de Francia, 605 AP/3 Affaire Caillaux-Calmette).
- Émile Roche, Joseph Caillaux, Avec Joseph Caillaux: mémoires, souvenirs et documents, Universidad Paris 1 Panteón-Sorbona, Institut d'histoire des relations internationales contemporaines, 1980.
- Paul Vergnet, Joseph Caillaux. París La Renaissance du Livre, 1918.

### Sobre el contexto
- Pascal-Raphaël Ambrogi, Jean-Pierre Thomas, Sénateurs: dictionnaire des parlementaires de la Gauche démocratique et du Rassemblement démocratique et social européen, 1891-2001, Atlantica, 2001. ISBN 2-84394-373-6.
- Yvert Benoît (dir.), Premiers ministres et présidents du Conseil. Histoire et dictionnaire raisonné des chefs du gouvernement en France (1815-2007), Paris: Perrin, 2007.
- Serge Berstein, Histoire du Parti radical. París: Presses de la Fondation nationale des sciences politiques, 1980 y 1982, 2 tomos
- Jean Thomas Nordmann, Histoire des radicaux, 1820-1973, La Table ronde, 1974